# 美國電視新聞
電視新聞在美國有著悠久的歷史。美國的電視台在早期大多只在晚間播10- 15分鐘的新聞，然而現在美國有著多樣的新聞節目和新聞頻道。觀眾可通過多種方式，並在一天中的任何時間收看地方新聞、全國性新聞和國際新聞節目。
美國電視新聞事業的先驅是CBS。1948年5月3日，CBS開始在晚間播出15分鐘的定時新聞節目，主持人是道格拉斯·愛德華茲。其後NBC也跟進開始播出新聞電影。進入1960年代之後，三大電視網的晚間新聞開始延長至30分鐘。即使在今天，三大電視網仍然在大致相同的時間播出新聞節目。一般在東部時間早晨4點開始，三大電視網即開始播出晨間的新聞節目。而在禮拜日的上午，三大電視網則會播出政治討論類的節目。在傍晚6點30分，三大電視網都會播出各自的晚間新聞節目。三大電視網也都會在晚間的黃金時段播出新聞雜誌類節目，其中以CBS的60分鐘最為著名。而在深夜時段，ABC的夜線是美國深夜具代表性的新聞節目。1980年6月1日，泰德·特納創建CNN，這是世界上首個24小時播出的有線新聞頻道。CNN在1991年的海灣戰爭中一舉成名。而CNN的成功也使得24小時播出的有線新聞頻道大量增加。現在美國主要的有線電視新聞頻道包括了CNN、福克斯新聞頻道、MSNBC、HLN等。現在有線電視新聞在美國電視新聞業中擁有重要地位。

## 外部連結
- Radio-Television News Directors Association （页面存档备份，存于） — 電子媒體記者協會
- mediabistro: TVNewser — "有關新聞的新聞"